# Trávnik
Trávnik (Hongaars:Komáromfüss) is een Slowaakse gemeente in de regio Nitra, en maakt deel uit van het district Komárno. Trávnik telt 676 inwoners.

## Galerij

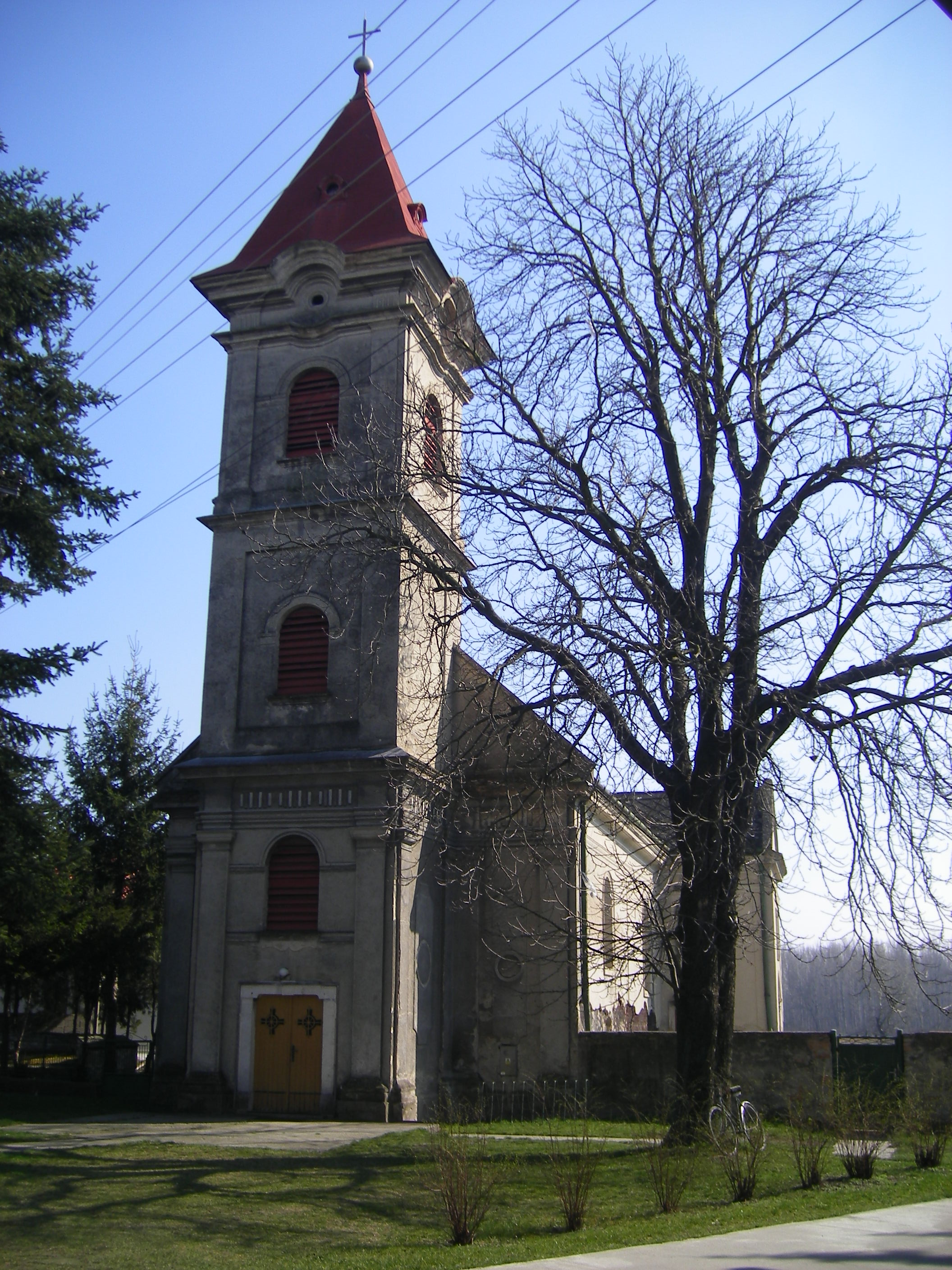
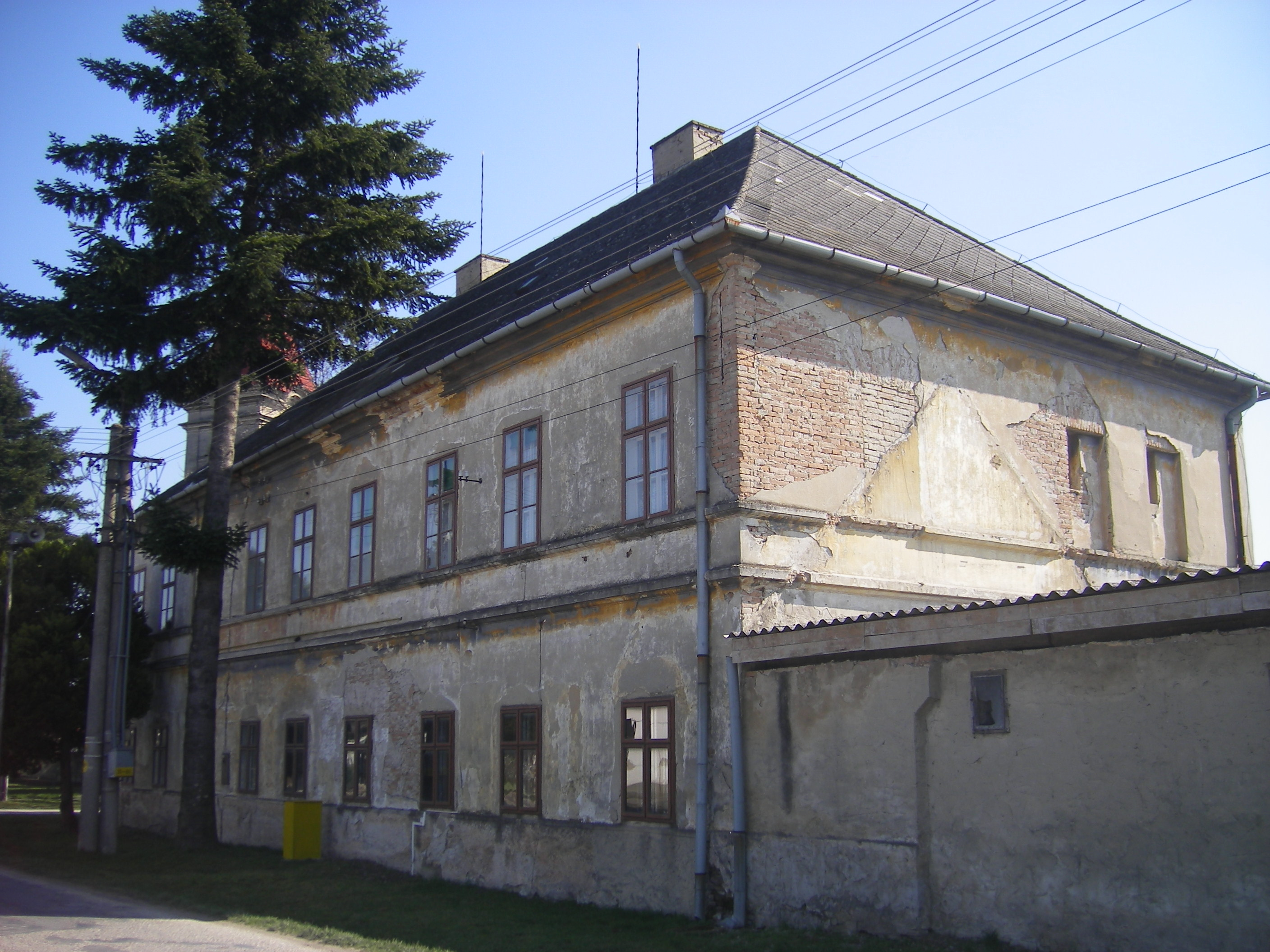
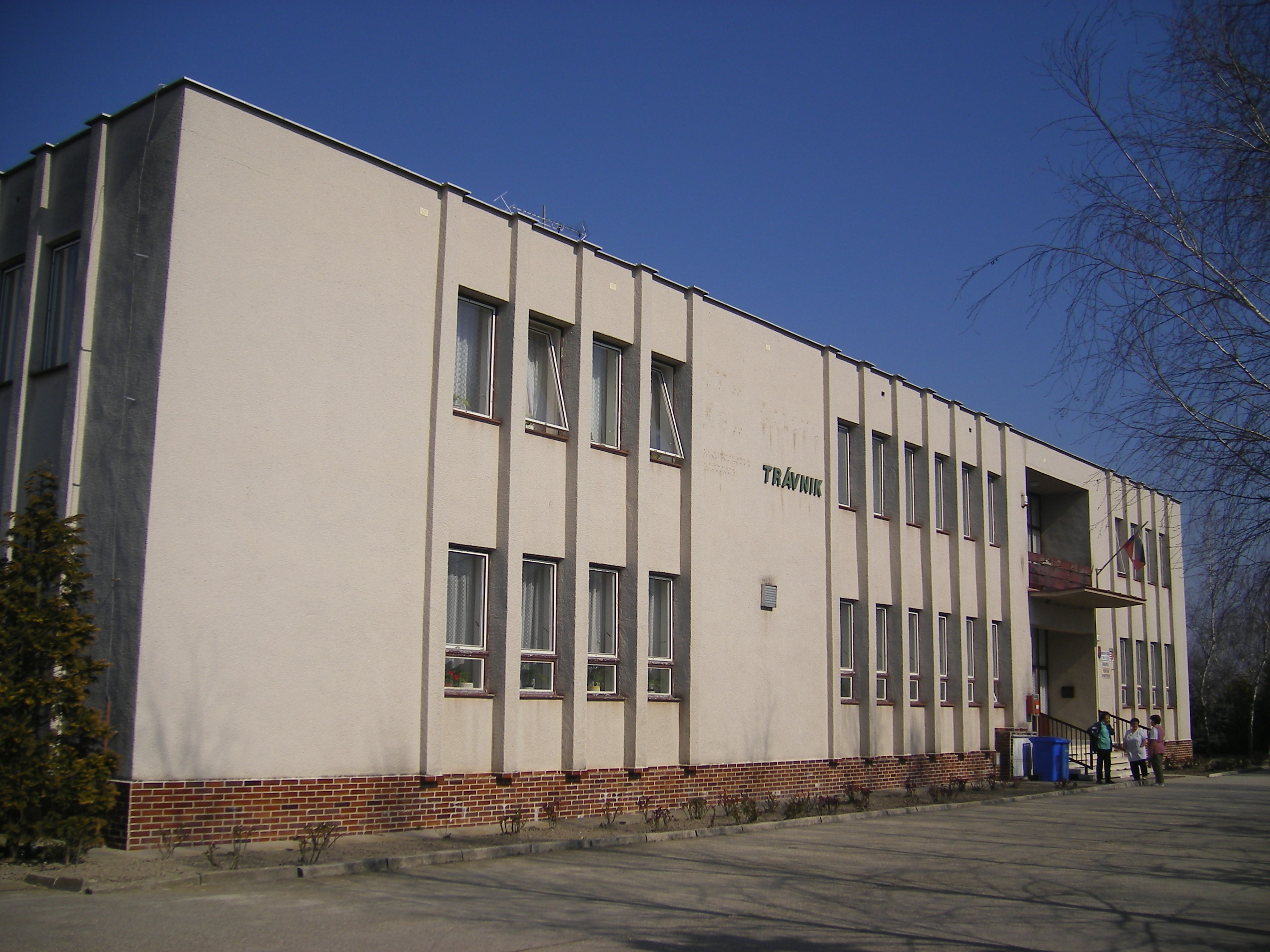
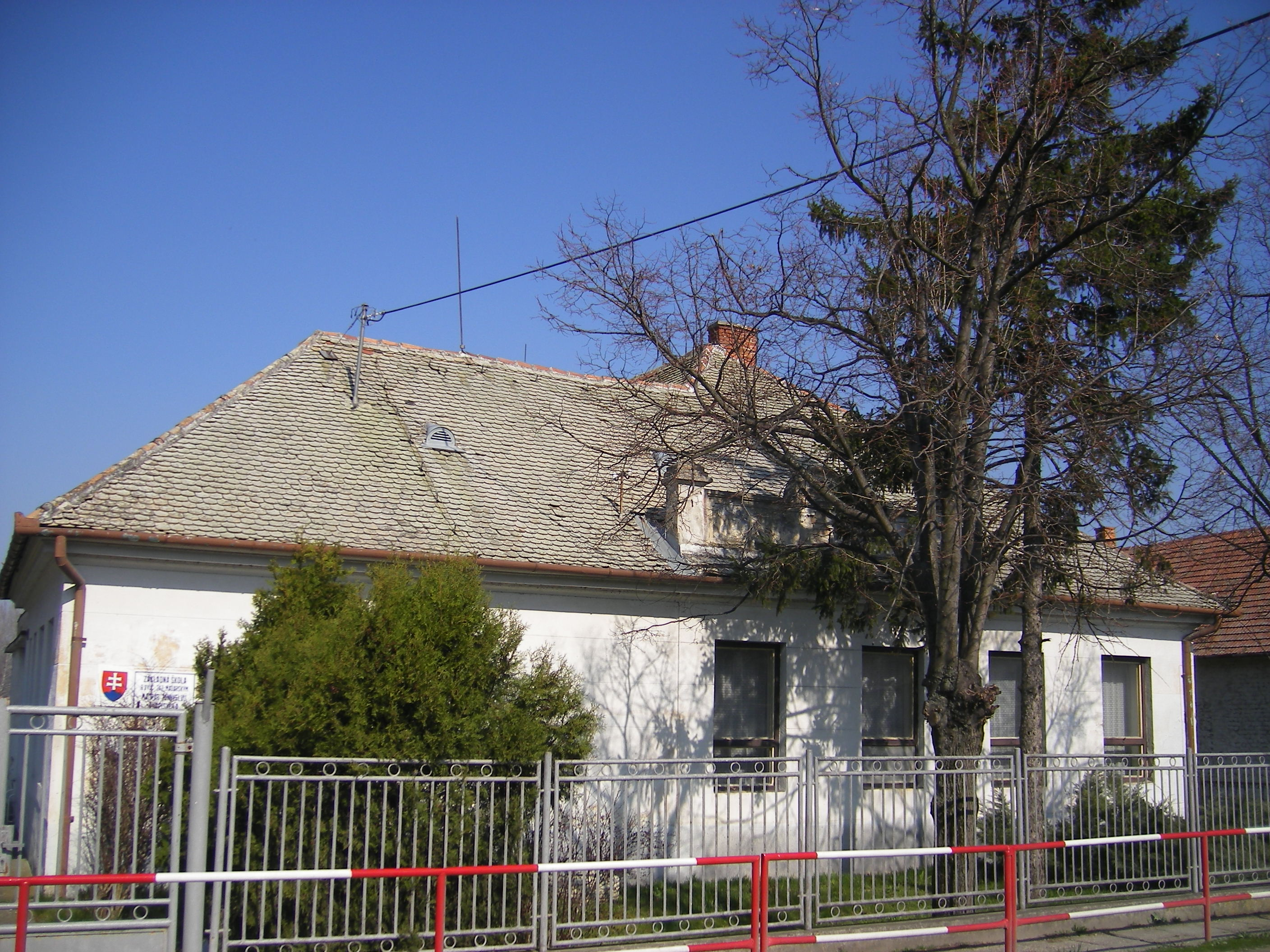